# Antocha dentifera
Antocha dentifera  (лат.) — вид комаров-болотниц рода Antocha из подсемейства Limoniinae (Limoniidae). Дальний Восток (Сахалин и Курилы, Россия), Южная Корея, Япония. В Корее на высотах от 300 до 750 м; летают с апреля до апвгуста.

## Описание
Мелкие комары серовато-коричневого цвета. Длина тела самцов от 3,2 до 5,0 мм, самок от 5,5 до 6,2 мм. Длина крыла самцов от 3,5 до 6,5 мм, самок от 6,4 до 6,6 мм. Тело удлинённое, ноги длинные, тонкие. Простые глазки и шпоры отсутствуют. Усики самок и самцов длинные 16-члениковые. Крылья широкие с почти прямым анальным углом; жилка R ответвляется от радиального сектора Rs почти под острым углом. Имаго обитают у берегов каменистых и быстротекущих водоёмов и водопадов. Куколки и личинки (гидробионты и реофилы) живут в водоёмах в шёлковых чехликах (среди мхов и водорослей на подводных камнях и скалах), дышат всей поверхностью тела.
Вид был впервые описан в 1924 году американским энтомологом профессором Чарлзом Александером (1889—1981)